# Radvánszky Antal (főispán)
Radváni és sajókazai báró Radvánszky Antal (Besztercebánya, 1807. június 7. – Radvány, 1882. június 7.) nagybirtokos, politikus, országgyűlési követ, Turóc, illetve Zólyom vármegye főispánja, szlovák költő és egyben a szlovák nemzeti törekvések ellenzője.

## Élete
Apja, Radvánszky Antal (1769–1840), udvari tanácsos és alispán, anyja, felsőkubini és deménfalvi Kubinyi Borbála Teréz (1779-1848) volt. 1825-től a pozsonyi jogakadémián folytatta tanulmányait.
1827-től Zólyom vármegye táblai aljegyzője és 1828-ban az evangélikus egyház egyetemes gyűlésének aljegyzője lett. 1830-ban ügyvédi vizsgát tett. 1832-ben lett Zólyom vármegye főjegyzője, 1840-től alispánja. 1842-től a zólyomi evangélikus esperesség főkurátora, majd 1843-ban és 1844-ben Zólyom vármegye országgyűlési követe.
1848-ban Zólyom vármegye főispánja és a főrendiház egyik jegyzője lett, majd mint nemzetőr kapitány részt vett a zólyomi nemzetőrség szervezésében. Az abszolutizmus idején birtokán gazdálkodott. Miután a zólyomi evangélikus esperesség a protestáns pátenst elfogadta, egyházi állásáról lemondott. 1861-ben és 1865-től ismét Zólyom vármegye, 1873–1879 között a Bányai Evangélikus Egyházkerület felügyelője, majd 1875-től Turóc vármegye főispánja is. 1879-ben valóságos belső titkos tanácsossá nevezték ki és a magyarországi evangélikus egyház főfelügyelőjévé választották. Agitációt fejtett ki a protestáns tanügy reformja érdekében.
1875-ben bárói rangot és méltóságot nyert, amelyet testvérének, Albertnek gyermekeire is kiterjesztettek. A Magyar Történelmi Társulat tagja.

### Házassága és leszármazottjai
Felesége aszódi báró Podmaniczky Mária (1831–1902), akitől két gyermeke született
- báró Radvánszky Mária (1851–1918), férje nyáregyházi báró Nyáry Béla (1846–1901)
- báró Radvánszky János (1854–1899), Zólyom vármegye főispánja; felesége: radványi és sajókazai Radvánszky Sarolta (1854–1943)

## Művei
- Önéletrajz. Protestáns könyvtár, XVII. (kiadta Haan Lajos)
- Uram, Rehor 1895: Zemianski veršovníci slovenskí - Z veršov Varšianskeho (Baróna Antona Radvánszkeho). Slovenské pohľady 25, 315-320.